# カルロス・ホセ・エストラーダ
カルロス・ホセ・エストラーダ（Carlos José Estrada、1946年 - ）は、プエルトリコ・ポンセ出身の元プロレスラー。
ニューヨークのWWWF / WWFやプエルトリコのWWCを主戦場に、ヒールのジョバーとして活動した。WWE殿堂者ジョニー・ロッズの弟とされている。

## 来歴
少年期に家族でニューヨークのスパニッシュ・ハーレムに移住し、1975年にプロレス入りしたとされる。1978年1月20日、王座決定戦にてトニー・ガレアを破ったとして、復活したWWWFジュニアヘビー級王座の新王者に認定される。3日後の1月23日、マディソン・スクエア・ガーデンにて藤波辰巳に敗れ短命王者で終わるも、後の日本におけるドラゴン・ブームの露払い役を担った。翌1979年1月、新日本プロレスに初来日している。
以降もWWFでは前座要員のヒールとして、MSG定期戦ではニューカマーやゲスト出場選手のジョバーを担当。1980年3月24日にはMSGに初登場したケリー・フォン・エリックのジョバーを務め、12月29日には同年に新日本プロレスに入団した谷津嘉章のプロデビュー戦の相手に起用された。同年は9月22日の定期戦において、当時レス・ソントンが保持していたNWA世界ジュニアヘビー級王座にも挑戦している。
新日本プロレスには1982年4月と1983年1月にも再来日し、当時人気絶頂だった初代タイガーマスクとも対戦。1982年11月23日のMSG定期戦では、ニューヨークに遠征してきたタイガーマスクのWWFジュニアヘビー級王座に挑戦したが、奪還は果たせなかった。

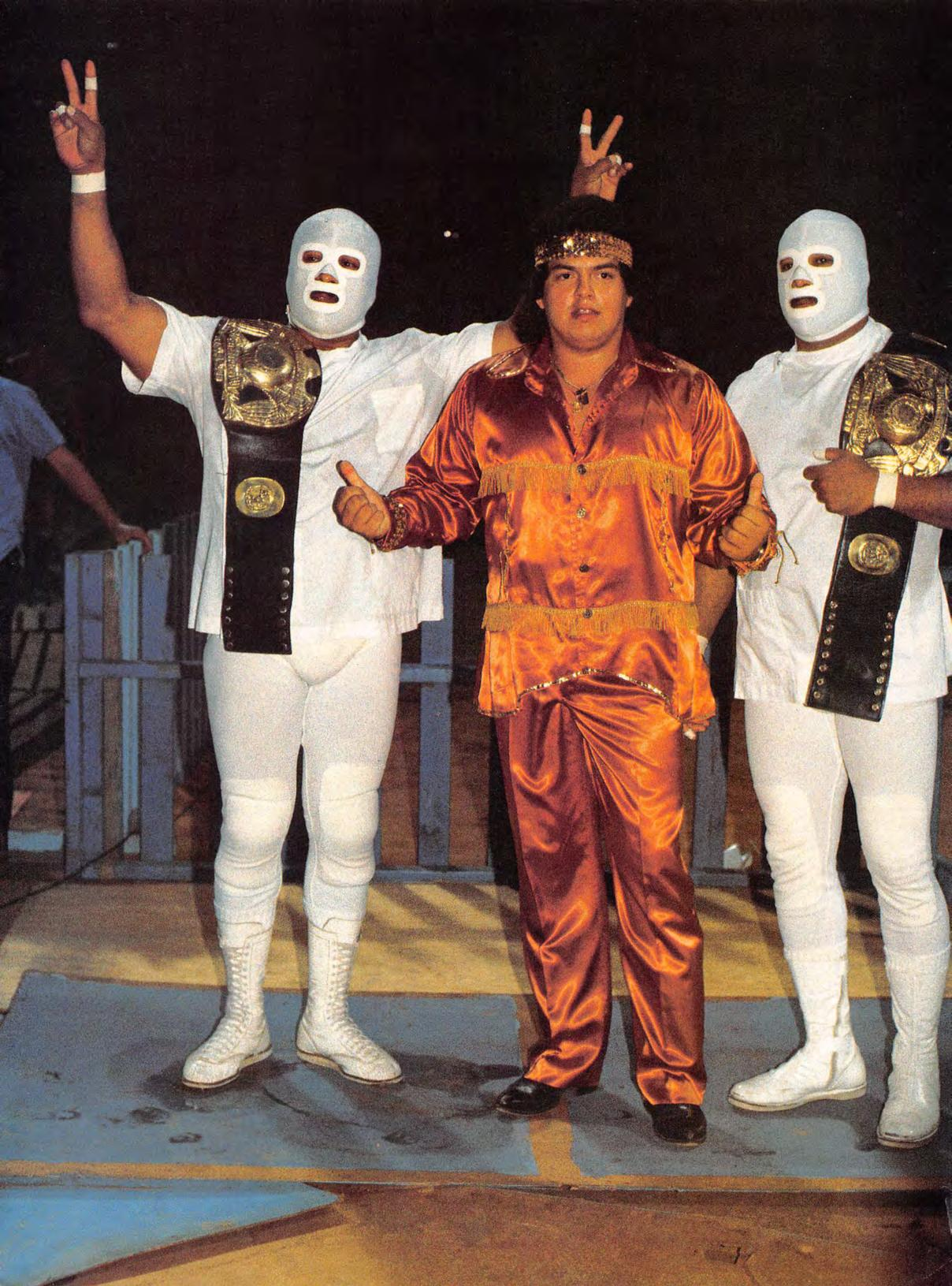
スーパー・メディックス（中央はマネージャーのヒューゴ・サビノビッチ）

1983年下期、プエルトリコのWWCで覆面レスラーのスーパー・メディコ（Super Médico）に変身。WWFでの盟友であり兄ともされるジョニー・ロッズとのスーパー・メディコス（スーパー・メディックス）で活動し、1983年9月10日にペドロ・モラレス&カルロス・コロンからWWC世界タッグ王座を奪取した。1985年3月2日にはインベーダー3号と組んでブッチ・ミラー&ルーク・ウィリアムスのザ・シープハーダーズを破り北米タッグ王座にも戴冠、シングルではプエルトリカン・ヘビー級王座を再三獲得した。1986年8月にはスーパー・メディコとして全日本プロレスに来日している。
1987年末、WWFにて同じくプエルトリコ系のジョバーだったホセ・ルイス・リベラをパートナーに、中南米の侵略者コンキスタドールを名乗った覆面タッグチーム "The Conquistadors（Los Conquistadores）" を結成。エル・ドラードをイメージした金色のマスクと全身タイツを身に付け、ブリティッシュ・ブルドッグスやハート・ファウンデーションをはじめベビーフェイスのタッグチームのジョバーを務めた。1988年11月24日のサバイバー・シリーズにおけるタッグチーム・エリミネーション・マッチでは、ヒール陣営の最後の生き残りチームとなるなど予想外の活躍を見せた。後年、彼らのギミックはアティテュード期のWWFにおいて、エッジ&クリスチャンによってパロディとしてリメイクされている。
WWFには素顔とコンキスタドールのギミックを使い分け、1989年まで出場。その後はWWCに定着し、再びスーパー・メディコとして活動。スーパー・メディコ3号こと息子のホセ・エストラーダ・ジュニアを新パートナーに、WWC世界タッグ王座やカリビアン・タッグ王座を幾度となく奪取している。キャリア最末期の1992年12月には、ビクター・キニョネスのブッキングでW★INGプロモーションに来日した。
引退後はWWCにてヒールのマネージャーとなって活動。2007年7月13日に行われたWWCのアニバーサリー・ショーでは、レジェンド・マッチと銘打ってカルロス・コロンとタッグマッチで対戦した。

## 獲得タイトル
ワールド・ワイド・レスリング・フェデレーション
- WWWFジュニアヘビー級王座：1回[3]

ワールド・レスリング・カウンシル
- WWCプエルトリカン・ヘビー級王座：3回[9]
- WWC世界ジュニアヘビー級王座：2回[17]
- WWC世界タッグ王座：6回（w / スーパー・メディコ2号、スーパー・メディコ3号＝ドン・ケント、ブラック・ゴールドマン、スーパー・メディコ3号×4）[7]
- WWC北米タッグ王座：5回（w / スーパー・メディコ2号×4、インベーダー3号）[8]
- WWCカリビアン・タッグ王座：3回（w / スーパー・メディコ2号、スーパー・メディコ3号×2）[13]